# アムステルダム市立美術館
アムステルダム市立美術館（アムステルダムしりつびじゅつかん、蘭: Stedelijk Museum Amsterdam）は、オランダ・アムステルダムにある近現代美術を対象とする美術館である。
アムステルダム市南部地区の、ゴッホ美術館やアムステルダム国立美術館、コンセルトヘボウに近い場所にある。
美術館は1874年に設立された。現在の建物はアドリアン・ヴィレム・ヴァイスマンによって設計され、1895年に開館した。1945年から1954年にかけて、改修工事が行われ、展示面積は2倍に増えた。2003年から2012年にかけて、再度の改修が行われ、新しいウィングが増築されて、2012年9月23日に再オープンした。
収蔵品は、21世紀初頭までの近現代美術作品であり、フィンセント・ファン・ゴッホ、ワシリー・カンディンスキー、エルンスト・ルートヴィヒ・キルヒナー、マルク・シャガール、アンリ・マティス、ジャクソン・ポロック、カレル・アペル、アンディ・ウォーホル、ウィレム・デ・クーニング、マルレーネ・デュマス、ルーチョ・フォンタナ、ギルバート&ジョージなどが含まれる。

## 歴史

### 19世紀

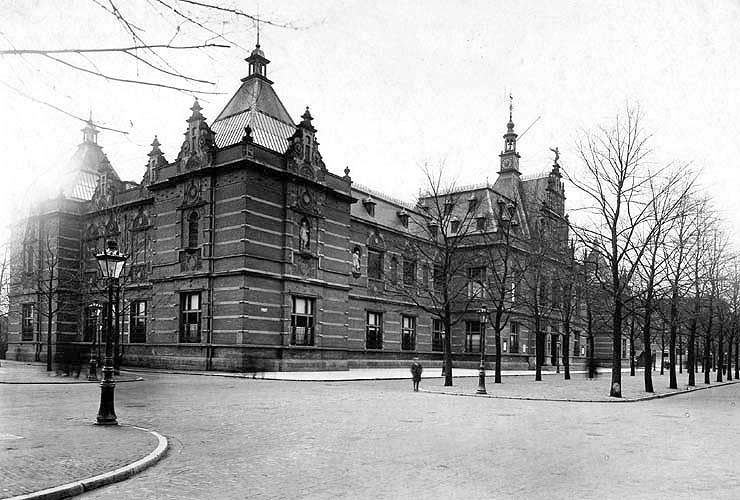
1895年に開館した建物。

アムステルダム市立美術館は、1874年に設立されたが、当初はアムステルダム国立美術館の中に併設されていた。
自前の建物が開館したのは1895年である。建築家アドリアン・ヴィレム・ヴァイスマンによって設計されたネオルネッサンス建築である。資金を提供したのは、S.A. Lopez Suasso-de Bruyn夫人や、銀行家C.P. van Eeghenの相続人などであった。彼らはまたコレクションを美術館に寄贈した。この建物には、アムステルダム民兵の軍需品やアジア美術のコレクション、クロノメトリー博物館、医薬品博物館も収められていた。

### 20世紀
美術館は、1909年から美術品の収集を始めた。P.A. Regnalutが、ジョルジュ・ブラック、シャガール、カンディンスキー、パブロ・ピカソなどの著名な芸術家の作品を多数寄贈した。1934年、現代応用美術館も同じ建物に併設された。今日、市立美術館は、Marcel Wanders、エットレ・ソットサス、Studio Jobなどの優れたデザイナーの作品を誇っている。第2次世界大戦中、市立美術館とアムステルダム歴史博物館の収蔵品は、安全のためサントポールト (en) 近くの砂丘の保管庫に移送された。1943年、ドイツの捜索隊が館長ウィレム・サンドバーグを逮捕しようとしたが、彼は自転車で砂丘に逃げ込み、難を逃れたという。美術品も戦火を免れた。
1940年代末から1950年代にかけて、キルヒナーやマティスの作品が収蔵品に加えられた。この時期、デ・ステイルやロシア構成主義、バウハウスなどの国際的な潮流の作品も収集された。1954年、「サンドバーグ・ウィング」と呼ばれる新棟ができ、実験的芸術が収められたが、この新棟は2006年に取り壊された。有名なコブラのコレクションは1950年代に始まり、現在では本美術館の中核の一つとなっている。1958年、ロシアの芸術家カジミール・マレーヴィチの作品群を買い入れた。同じ年、写真の収集も始め、これは、西欧の現代美術館では初めての試みであった。戦間期のオランダ国内及び世界のアバンギャルド写真家（アーウィン・ブルーメンフェルド、モホリ＝ナジ・ラースロー、マン・レイなど）や、戦後のオランダの写真家（Eva Besnyö、エド・ファン・デア・エルスケン、Cas Oorthuysなど）の作品がある。
1960年代、ニューヨークが芸術の中心となった時代、クーニングの抽象表現主義の作品や、バーネット・ニューマンのカラーフィールド・ペインティング、ミニマル・アートのカール・アンドレ、ポップアートのロバート・ラウシェンバーグ、ジャスパー・ジョーンズ、ロイ・リキテンスタイン、ウォーホルなどが収集の対象となった。
1970年代には、ビデオ・アートの隆盛に伴い、Jan Dibbets、ギルバート&ジョージなどヨーロッパの芸術家の映像作品を収集した。今日、約900点のビデオ・アート作品が収蔵されており、ナム・ジュン・パイク、ビル・ヴィオラ、ブルース・ナウマンが含まれる。1980年代及び1990年代には、南米の作品にも対象が広がり、またベルリンの壁崩壊に伴い東欧やソビエト連邦の作品にも及んだ。Ilya Kabakovの作品Skolnaje Biblijoteka（1995年）はその一例である。

### 21世紀
2001年、マレーヴィチの素描作品や他のロシアのアバンギャルド芸術家の作品がKhardzhiev-Chaga文化センターからもたらされ、ロシア芸術のコレクションを充実させることになった。

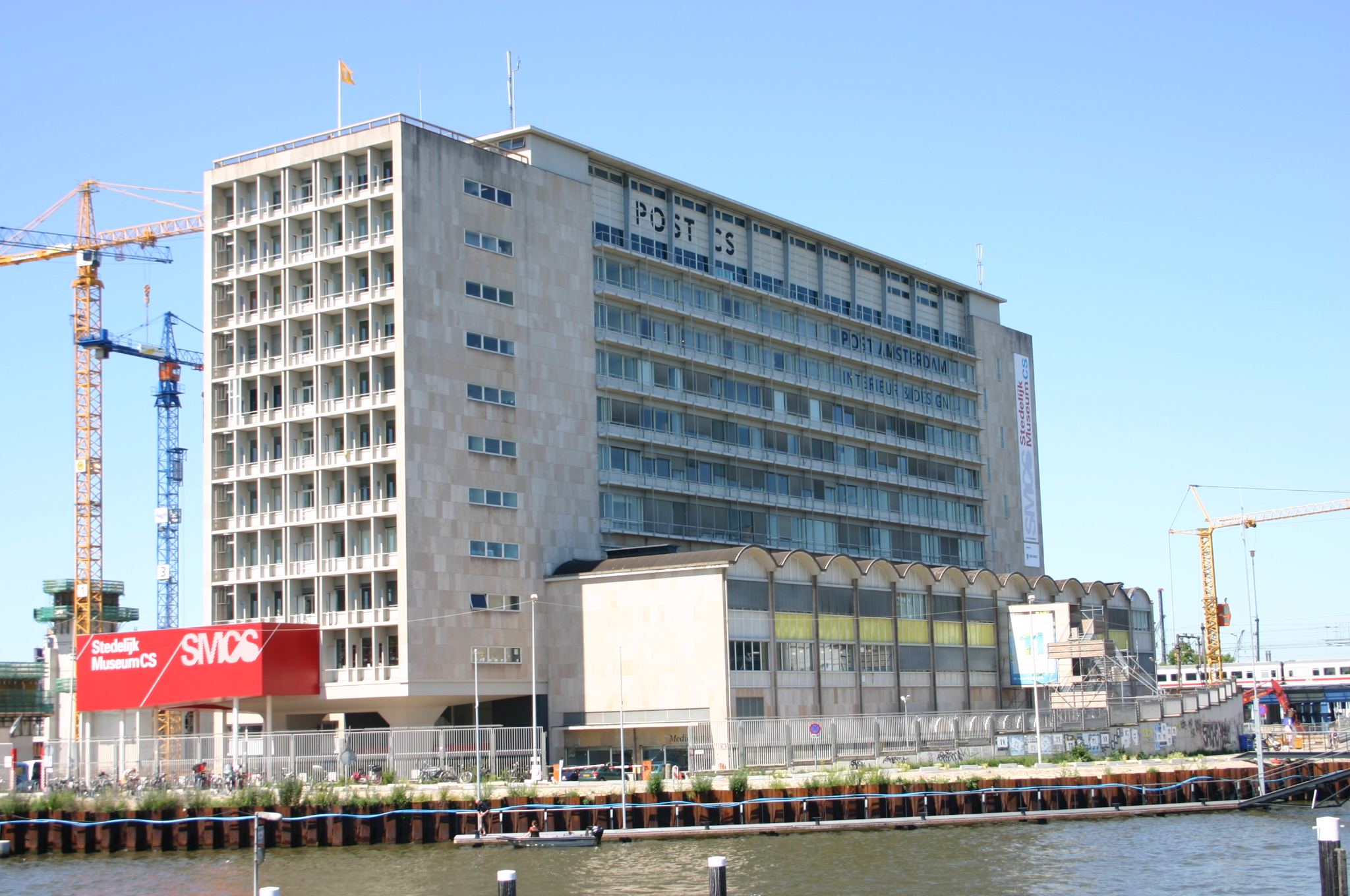
改修中の移転先ビル。

2003年末、消防局の要請により、アドリアン・ヴィレム・ヴァイスマン・ビルは改修のために閉鎖され、ポストCSビルに一時移転した。この一時移転期間中、様々なレクチャーや展示が行われ、2008年にウォーホルの映像作品を取り上げた"Other voices, other rooms"という展示は60万人の訪問者を呼び、大きな成功を収めた。
2008年末から本館で大規模改修工事が始まり、「壁のない美術館」と呼ばれた。この機会に"Stedelijk goes to Town"というプロジェクトが行われ、アムステルダム市内各地でワークショップやレクチャー、プレゼンテーションが行われた。2010年8月から2011年1月にかけて、工事はまだ完了していなかったが、"Temporary Stedelijk"と題して、美術館の建物を一般に公開するという試みを行った。2011年3月には"Temporary Stedelijk 2"が始まり、ピエト・モンドリアン、マレーヴィチ、Charley Toorop、マティス、ドナルド・ジャッド、イヴ・クライン、ブルース・ナウマンなど優れた近現代美術の作品を展示した。さらに、2011年10月に"Temporary stedelijk 3"が始まり、各種の展示や、アムステルダム市内でのプログラムが行われた。
2012年9月23日、建物は再オープンした。オープン後の1か月間で、9万5000人を超える観覧客が訪れた。

## 事件

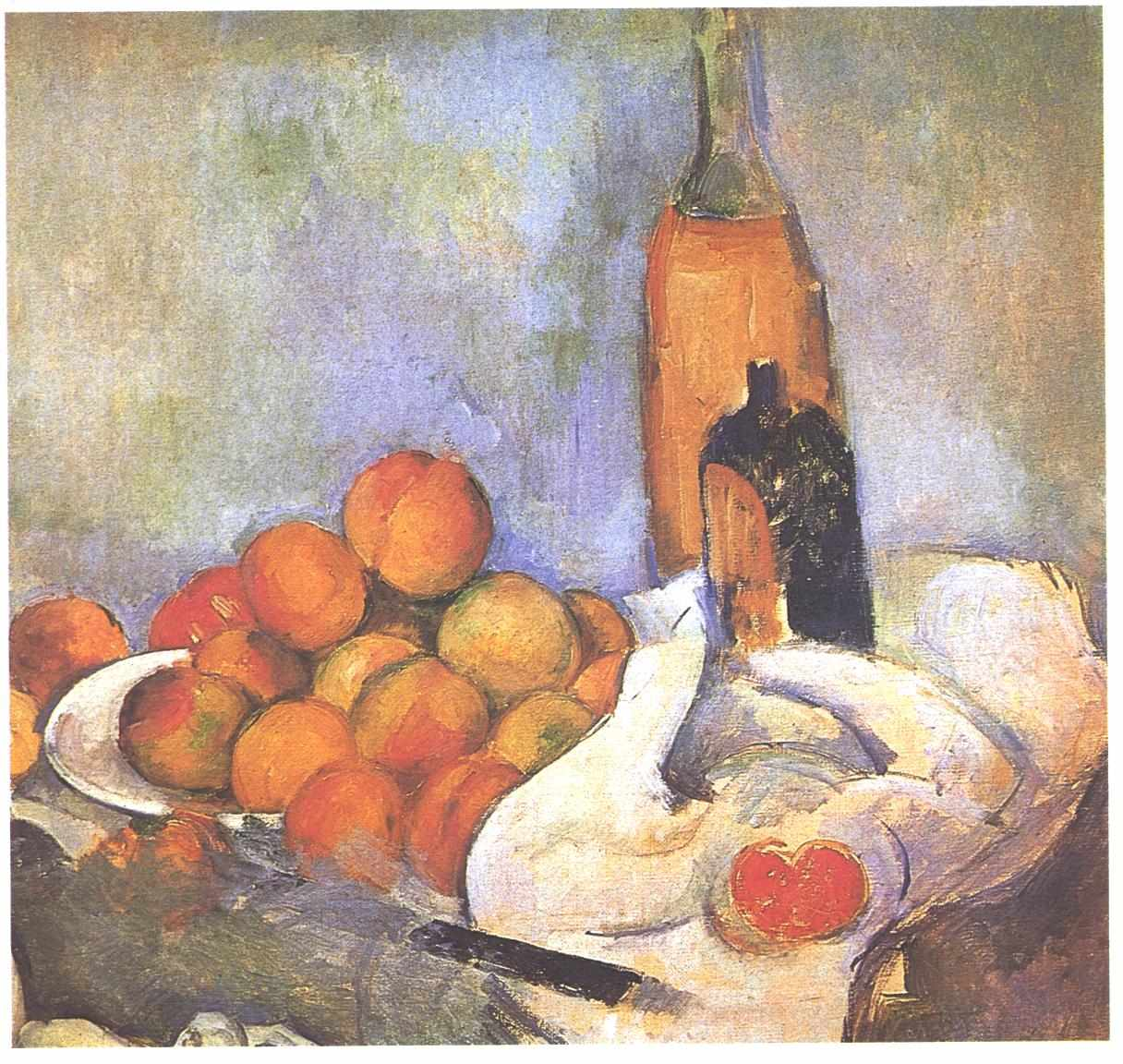
ポール・セザンヌの「瓶とリンゴのある静物」。1988年に盗難被害に遭った。

### 損壊
1986年3月21日、精神病を病んでいた男が、バーネット・ニューマンのWho's afraid of red, yellow and blue III（1967年）という絵をカッターで切りつけるという事件が発生した。彼は8か月の禁錮と2年間の試験観察に処され、3年間美術館への出入りが禁止された。1997年11月21日、同じ男が、同じくニューマンの絵"Cathedra"（1951年）を切りつけた。裁判で彼は心神喪失を主張し、無罪となったが、永久に美術館への立入りが禁止されることになった。
また、2011年5月15日、サッカークラブアヤックス・アムステルダムの全国優勝が、美術館のあるミュージアム・スクエアで祝われていた時、サポーターらが、市立美術館のベンサム・クロウェル・ウィングの屋根及びガラスパネルを破壊した。被害金額は40万ユーロに上った。2012年はアヤックスの優勝祝賀はミュージアム・スクエアではなくアムステルダム・アレナで行われた。ただし、市当局は、ミュージアム・スクエアは今でも大規模行事に適した場所だとの考えである。

### 盗難
1988年5月20日、市立美術館から、フィンセント・ファン・ゴッホの「カーネーションのある花瓶」（1886年）、ヨハン・ヨンキントの「ヌヴェールの通り」（1874年）、ポール・セザンヌの「瓶とリンゴのある静物」という3点の油絵が盗難に遭った。1988年5月31日、買い手を装った警察により、3作品はいずれも無傷のまま取り戻された。犯人は逮捕され、有罪判決を受けた。

## 収蔵品
美術館の収蔵品は、約9万点である（2010年2月25日現在）。デ・ステイル、バウハウス、ポップアート、コブラ、新印象派など、20世紀から21世紀にかけてのほぼ全ての重要な芸術運動を網羅している。マレーヴィチの素描及び油彩画の包括的なコレクションも有している。さらに、セザンヌ、ゴッホといった19世紀ポスト印象派の作品もある。作品の内訳は次のとおりである。
- 油絵 4,393点
- 彫刻 1,654点
- インスタレーション 211点
- 映像・音声作品 622点
- 版画、素描 19,678点
- ポスター 19,322点
- 写真 10,880点
- グラフィックデザイン 19,450点
- インダストリアルデザイン 5,322点
- 美術書 4,253点
- Lucebertのアーカイブ 122点

## 建物

### ヴァイスマン・ビル

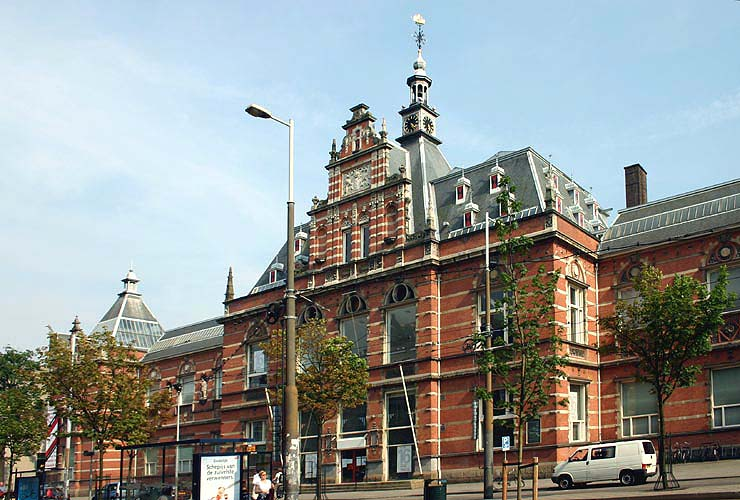
ヴァイスマン・ビル正面。

1895年、アムステルダムの建築家アドリアン・ヴィレム・ヴァイスマンが、美術館の建物を設計した。ファサード上部と塔は、淡色の石と赤レンガの組み合わせで、16世紀オランダ・ルネサンス建築を参照している。1938年、サンドバーグ館長は室内の壁を白く塗り、「ホワイト・キューブ」と呼ばれる展示スペースを作った。1954年には、ガラスを多用した増築部分ができ、「サンドバーグ・ウィング」と呼ばれるようになった。また、同館長は、美術館の重く拒絶感のあった入口ドアをガラスのエントランスに変えた。

### ベンサム・クロウェル・ウィング

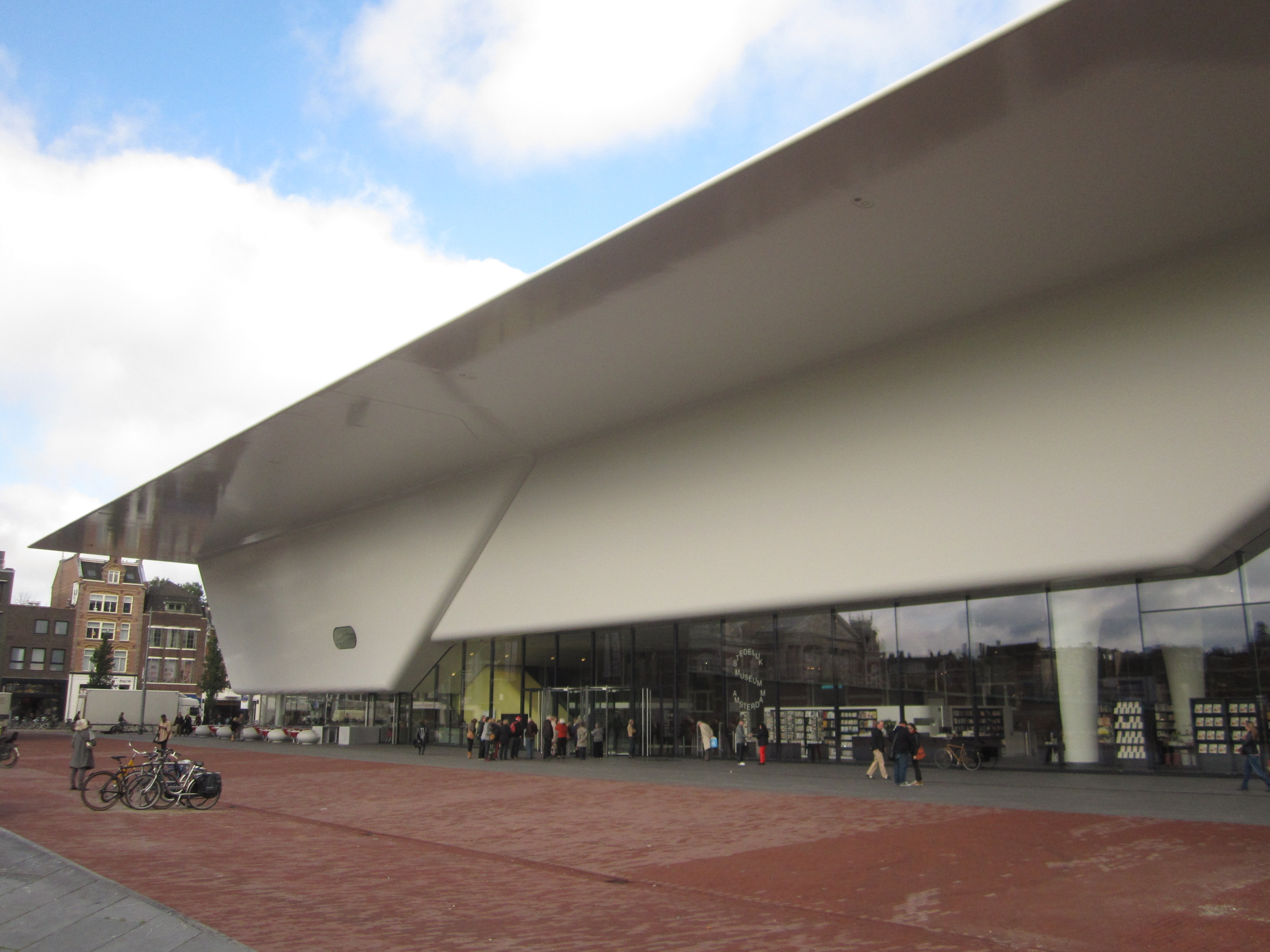
新設されたウィング。

古い建物は、空調などの現代的設備が欠けており、メンテナンスも不十分であったため、老朽化が目立っていた。また、開館以来100年以上の間に収蔵品が増えた一方で、常設展示のためのスペースも不足していた。1993年には、雨漏りによりエルズワース・ケリーとジュリアン・シュナーベルの絵画数点が被害を受けた。1990年代初頭にコンペが行われ、レム・コールハースらの競争相手に勝ったロバート・ヴェンチューリが設計を受託することになった。しかし、1996年にアルヴァロ・シザに交代された。
その後、前述のように消防局の指摘による閉館、改修工事を経て、2012年9月に再オープンした。主要な収蔵品は旧棟に展示され、新しいウィングは実験的作品、映像作品を展示することになった。大きなガラスのエントランスは広場に向かって開いている。「バスタブ」と呼ばれる上階のエリアは特別展ギャラリーに、地下は常設展示に使用される。1億2700万ユーロの資金のほとんどは、アムステルダム市評議会から支出された。

## 組織
市立美術館は、当初は市の組織であったが、2006年1月1日、独立財団の地位を取得した。